# شین ون دایک
شین ون دایک (انگلیسی: Shane Van Dyke؛ زادهٔ ۲۸ اوت ۱۹۷۹) هنرپیشه، فیلم‌نامه‌نویس و کارگردان اهل ایالات متحده آمریکا است.

## گزیده فیلمشناسی
از فیلم‌ها یا برنامه‌های تلویزیونی که وی در آن نقش داشته‌است می‌توان به آثار زیر اشاره کرد.
- تایتانیک ۲ (فیلم) (۲۰۱۰)
- ۶ تفنگ (فیلم) (۲۰۱۰)
- خاطرات چرنوبیل (۲۰۱۲)